# Liste der größten Unternehmen in Kuwait
Die Liste der größten Unternehmen in Kuwait enthält die vom Forbes Magazine in der Liste Forbes Global 2000 veröffentlichten größten börsennotierten Unternehmen in Kuwait.
Die Rangfolge der jährlich erscheinenden Liste der 2000 größten börsennotierten Unternehmen der Welt errechnet sich aus einer Kombination von Umsatz, Nettogewinn, Aktiva und Marktwert. Dabei wurden die Platzierungen der Unternehmen in den gleich gewichteten Kategorien zu einem Rang zusammengezählt. In der Tabelle aufgeführt sind auch der Hauptsitz, die Branche und die Zahl der Mitarbeiter. Die Zahlen sind in Milliarden US-Dollar angegeben und beziehen sich auf das Geschäftsjahr 2008, für den Marktwert auf den Börsenkurs vom 27. Februar 2009.

## Größte börsennotierte Unternehmen
| Rang | Forbes 2000 | Name                               | Hauptsitz   | Umsatz (Mrd. $) | Gewinn (Mrd. $) | Aktiva (Mrd. $) | Marktwert (Mrd. $) | Mitarbeiter | Branche            |
| ---- | ----------- | ---------------------------------- | ----------- | --------------- | --------------- | --------------- | ------------------ | ----------- | ------------------ |
| 1.   | 498.        | Zain Group                         | Kuwait      | 7,45            | 1,20            | 19,76           | 9,61               | 16.000      | Telekommunikation  |
| 2.   | 663.        | National Bank of Kuwait            | Kuwait-City | 2,73            | 1,00            | 42,27           | 9,30               |             | Banken             |
| 3.   | 734.        | Kuwait Finance House               | Kuwait-City | 2,60            | 1,01            | 32,19           | 6,93               |             | Business Services  |
| 4.   | 1080.       | Commercial Bank of Kuwait          | Kuwait-City | 1,08            | 0,44            | 15,69           | 4,10               |             | Banken             |
| 5.   | 1154.       | Kuwait Investment Projects         | Kuwait      | 3,01            | 1,91            | 15,38           | 1,04               |             | Banken             |
| 6.   | 1329.       | Agility Logistics                  | Kuwait      | 6,11            | 0,56            | 5,62            | 2,24               |             | Transportwesen     |
| 7.   | 1547.       | National Industries Group          | Kuwait-City | 0,43            | 0,77            | 8,03            | 1,12               |             | Bauunternehmen     |
| 8.   | 1563.       | ABK                                | Kuwait-City | 0,77            | 0,28            | 10,83           | 2,60               |             | Banken             |
| 9.   | 1963.       | Burgan Bank                        | Kuwait City | 0,82            | 0,27            | 10,42           | 1,08               |             | Banken             |
|      |             | Aviation Lease and Finance Company | Kuwait      |                 |                 |                 |                    |             | Flugzeug-Leasing   |
|      |             | Kuwait News Agency                 | Kuwait      |                 |                 |                 |                    | 365         | Nachrichtenagentur |
|      |             | Kuwait Petroleum Corporation       | Kuwait      |                 |                 |                 |                    |             | Erdöl              |
|      |             | Petrochemical Industries Company   | Kuwait      |                 |                 |                 |                    |             | Chemie             |
|      |             | Jazeera Airways                    | Kuwait      |                 |                 |                 |                    |             | Fluggesellschaft   |
|      |             | Kuwait Airways                     | Kuwait      |                 |                 |                 |                    | 3.735       | Fluggesellschaft   |